# フルクタン β-(2,1)-フルクトシダーゼ
フルクタン β-(2,1)-フルクトシダーゼ(Fructan beta-(2,1)-fructosidase, EC 3.2.1.153)は、系統名をβ-(2->1)-D-フルクタン フルクトヒドロラーゼ(beta-(2->1)-D-fructan fructohydrolase)という酵素である。beta-(2-1)-D-fructan fructohydrolase, beta-(2-1)fructan exohydrolase, inulinase, 1-FEH II, 1-fructan exohydrolase, 1-FEH w1, 1-FEH w2, beta-(2-1)-linkage-specific fructan-beta-fructosidase, beta-(2,1)-D-fructan fructohydrolase等と呼ばれることもある。以下の化学反応を触媒する。
フルクタン中の非還元末端(2->1)-結合β-D-フルクトフラノース残基を加水分解する。
この酵素の最適な基質は、イヌリン型のフルクタンである。